# Kose Sports Park Stadium
Le Yamanashi Chuo Bank Stadium (en japonais : 山梨県小瀬スポーツ公園陸上競技場) est un stade multifonction, situé à Kōfu, dans la Préfecture de Yamanashi au Japon. 
Édifié en mars 1985, il accueille les matchs à domicile du club de football de Ventforet Kōfu. Sa capacité est de 17000 places.

## Utilisations et Equipements
Autour du terrain se trouve une piste d'athlétisme homologué de huit couloirs de 400 mètres. Le stade est également doté d'un écran géant d'une taille de 17 m sur 8 m. L'éclairage du stade est assuré par quatre projecteurs de 1500 lux chacun.  

### Stade annexe
Le complexe sportif dispose d'un stade annexe dont les dimensions du terrain sont de 105 x 72m. Il dispose également d'une piste d'athlétisme certifiée avec 6 couloirs de 400m. Cependant ce stade ne comporte pas d'éclairage par conséquent aucune rencontre nocturne ne peut donc si dérouler. Il ne possède aucune tribune